# Bittacus fumosus
Bittacus fumosus är en näbbsländeart som beskrevs av Peter Esben-Petersen 1913. 
Bittacus fumosus ingår i släktet Bittacus och familjen styltsländor. Inga underarter finns listade i Catalogue of Life.